# Caio Âncio Aulo Júlio Quadrado
Caio Âncio Aulo Júlio Quadrado (em latim: Gaius Antius Aulus Julius Quadratus) foi um senador romano nomeado cônsul sufecto para o nundínio de maio a agosto de 94 com Marco Lólio Paulino Décimo Valério Asiático Saturnino e depois eleito cônsul ordinário em 105 com Tibério Júlio Cândido Mário Celso. 

## Carreira
Provavelmente nascido no começo da década de 50, Júlio Quadrado era filho de um rico patrono da cidade de Pérgamo. Sua irmã chamava-se Júlia Pola. Ronald Syme acredita que ele pode ser parente do general Caio Júlio Quadrado Basso, cônsul sufecto em 105, mesmo sendo este membro da tribo Voltina e aquele, da tribo Fábia. Olli Salomies afirma que ele é originário da Gália Narbonense e que seu nome de nascimento era Aulo Júlio Quadrado, alterado mais tarde quando ele foi adotado por um Caio Âncio de Pérgamo.
Quadrado foi admitido no Senado com o nível pretorial (adlectio inter praetorios) pelo imperador Vespasiano durante a década de 70. Antes de março de 78 ele foi também admitido entre os irmãos arvais, pois nesta data ele aparece pela primeira vez nos Acta Arvalia. Ausente dos registros dos irmãos entre 80 e 81, Syme especula que ele teria servido como legado na Bitínia e Ponto durante este período. Depois disto, ele foi nomeado governador da província senatorial de Creta e Cirenaica entre 84 e 85. Ele é mencionado novamente nos Acta Arvalia entre janeiro de 86 e maio de 89, o que indica que ele morou em Roma neste período. Entre 89 e 93, Quadrado serviu como governador da Lícia e Panfília.
Em algum momento entre 89 e 94, Quadrado incorporou o prefixo "Caio Âncio" ao seu nome, provavelmente um requisito para a aceitação de uma herança de alguém. Ele foi nomeado cônsul sufecto em 94 e depois foi legado imperial da Síria, onde ficou de 100 a 104.
Como recompensa pelo seu longo histórico de serviços, Quadrado foi eleito cônsul ordinário em 105 e depois foi nomeado procônsul da Ásia entre 109 e 110. Diversas inscrições em sua homenagem foram descobertas em Pérgamo, onde ele iniciou o costume de jogos regulares em homenagem ao imperador Trajano e ao deus Júpiter Amicalis.